# 天主教馬更些-史密斯堡教區
天主教馬更些-史密斯堡教區（拉丁語：Dioecesis Mackenziensis–Arcis Smith）是加拿大一個羅馬天主教教區，屬格魯阿爾-麥克倫南總教區。
1901年7月3日設馬更些代牧區，1967年7月13日升為教區。
教區包括西北地區、東北艾伯塔、北薩斯喀徹溫和西努納武特，座堂位於史密斯堡。2004年有教友28,540人，佔轄區總人口67.9%。教區下轄四十六個堂區，有十一名司鐸。目前教區主教席位懸空，由原主教马瑞·卡特兰任宗座署理。